# Mitten ins Herz – Ein Song für dich
Mitten ins Herz – Ein Song für dich (Music and Lyrics) ist eine US-amerikanische Liebeskomödie von Marc Lawrence aus dem Jahr 2007. Das Titellied Way Back Into Love wird von Hugh Grant und Drew Barrymore und am Ende des Films von Grant und Haley Bennett gesungen.

## Handlung
Der in New York lebende Alex Fletcher war ein Teil der britischen Band PoP!, die in den 1980er Jahren Erfolge feierte. Doch während sein Ex-Partner Colin Thompson nach der Trennung erfolgreich ist und sogar geadelt wurde, war Fletchers anschließendes Soloalbum ein Flop, und so tritt er nur auf Jahrmärkten, Klassentreffen und in TV-Retroshows auf. Doch dann bekommt er ein Angebot des Pop-Stars Cora Corman, die einst von seiner Musik begeistert war: Sie will einen neuen Song von ihm für ihr neues Album. Allerdings muss dieser binnen drei Tagen getextet, komponiert und eingespielt werden. Zudem stellt Cora klar, dass Alex zwar ihr Favorit, aber angesichts der knappen Zeit nicht der einzige beauftragte Komponist ist.
Alex ist skeptisch, da er im Textschreiben nicht sonderlich talentiert ist, aber er steht unter großem Druck, denn ein wichtiges Engagement wurde abgesagt, und so ist er nun mehr denn je auf diesen Song angewiesen. Zunächst beauftragt er Greg Antonsky, am Text zu arbeiten. Doch Antonsky gibt sich äußerst schwierig und aggressiv. Die zufällig anwesende Sophie Fisher, die sich vertretungsweise um Alex’ Pflanzen kümmert, demonstriert dagegen, dass sie Sinn für Alex’ Ideen und zudem Talent als Texterin besitzt. Daher bietet Alex ihr an, den Text zu seinem Song zu verfassen, was sie aber ablehnt.
Sophie wird von starken Selbstzweifeln geplagt, nachdem ihr Ex-Freund, der Literaturprofessor Sloan Cates, ihre gemeinsame Zeit in einem Bestsellerroman verarbeitet hat. Die Hauptfigur des Romans ist sehr negativ dargestellt, und Sophie, die sich in der Figur wiedererkennt, ist stark getroffen. Sie arbeitet nun für ihre Schwester Rhonda, Betreiberin eines Diätzentrums. Rhonda war einst ein großer Fan von Alex und ist begeistert, dass sie ihn nun persönlich kennenlernen kann. Sophie lässt sich darum schließlich überreden, doch noch für Alex den Text zu verfassen.
Gemeinsam gelingt es ihnen, das Lied zu vollenden. In aller Eile erstellen sie eine Demo-CD und bringen diese gerade noch rechtzeitig zu Cora, die von der Komposition begeistert ist. Sophie, Alex und sein Manager feiern den Erfolg mit einem Abendessen in einem Restaurant. Als Sloan Cates das Restaurant betritt, animiert Alex Sophie dazu, mit Cates zu sprechen. Dieser gibt sich zunächst äußerst höflich und erfreut. Doch dann erzählt er, dass sein Roman nun verfilmt wird, und es wird klar, dass er an einem längeren Gespräch mit Sophie nicht interessiert ist. Alex lässt sich jedoch nicht abwimmeln, und so kommt es zu einer Prügelei zwischen den beiden. Sophie, von Alex’ Einsatz für sie beeindruckt, begleitet ihn nach Hause. Sie verbringen eine Nacht miteinander und es bahnt sich eine Romanze an.
Cora möchte jedoch das Intro des Songs verändern. Sophie ist mit den Änderungen nicht einverstanden, doch Alex ist es egal, da für ihn nur der Auftrag zählt. Zwischen Sophie und Alex kommt es zum Eklat, doch es zeigt sich, dass Cora gegenüber Sophies Einwänden ohnehin nicht zugänglich ist. Da Cora noch eine weitere Strophe zu dem Song haben will, Sophie aber nicht mehr konstruktiv mitarbeitet, kommt es zum Zerwürfnis zwischen Sophie und Alex.
Als Alex am nächsten Tag alleine im Aufnahmestudio auftaucht, muss er voller Verwunderung feststellen, dass Sophie doch noch eine neue Strophe getextet hat. Auf ihrem Konzert im Madison Square Garden will Cora den neuen Song zusammen mit Alex vorstellen. Im Publikum sitzen auch Sophie und ihre Schwester Rhonda. Als Cora einen neuen Song ankündigt, aber nur Alex Fletcher als Autor angibt, ist Sophie getroffen und verärgert.
Als sie den Saal verlassen will, hört sie aber, dass Alex einen ganz anderen Song spielt. Er hat ihn für Sophie komponiert und getextet und singt über ihre gemeinsame Zeit und wie viel sie ihm bedeutet. Gerührt gelangt Sophie hinter die Bühne und versöhnt sich mit Alex. Schließlich wird ihr Song gespielt, aber im ursprünglichen Arrangement: Cora hat es auf Alex’ Wunsch geändert, damit dieser Sophie zurückgewinnen konnte. Gegen Ende des Songs verlässt Alex die Bühne und küsst Sophie, während Cora den Song allein beendet.
Im Abspann erfährt man unter anderem, dass die Verfilmung von Cates’ Roman gefloppt ist und dass Alex’ Ex-Partner Colin Thompson gesundheitliche Probleme hat, während Sophie und Alex nun gemeinsam erfolgreich und ein Paar sind.

## Musik
Hugh Grant singt zum ersten Mal in einem Film und interpretierte neben Way Back Into Love auch die Lieder PoP Goes My Heart, Meaningless Kiss, Dance With Me Tonight, Don’t Write Me Off und Love Autopsy auf dem Soundtrack zum Film.
1. PoP Goes My Heart – Hugh Grant
2. Buddha’s Delight – Haley Bennett
3. Meaningless Kiss – Hugh Grant
4. Entering Bootytown – Haley Bennett
5. Way Back Into Love – Hugh Grant und Drew Barrymore
6. Tony The Beat – The Sounds
7. Dance With Me Tonight – Hugh Grant
8. Slam – Haley Bennett
9. Don’t write me off – Hugh Grant
10. Way Back Into Love – Hugh Grant und Haley Bennett
11. Love Autopsy – Hugh Grant

## Trivia
- Martin Fry fungierte vor und während der Dreharbeiten als Vocal-Coach für Hugh Grant.
- Das Lied Dance with me tonight wurde von Marc Lawrence’ damals 13-jährigem Sohn Clyde geschrieben.
- Andrew Wyatt steuerte zum Film vier Lieder bei und übernahm die Gesangsstimme von Colin Thompson.
- Adam Schlesinger komponierte neben dem Titelsong auch Don’t write me off und Meaningless kiss. Für Schlesinger war dies nach That Thing you do! der zweite Musikfilm, für den er die Musik komponierte.
- Die Geschichte wurde von der Karriere der Popband Wham! inspiriert.[3]

## Kritiken
James Berardinelli meinte, die Charaktere dieses Films seien glaubwürdig und wirkten wirklichkeitsnäher als in vielen vergleichbaren Filmen. Mitten ins Herz sei immer wieder ansprechend, oft geistreich und gelegentlich lustig, würde aber Skeptiker und Zyniker nicht in sentimentale Menschen verwandeln. Der Film schaffe es nicht, eine Topposition in der Rangliste der romantischen Komödien zu erlangen. Doch er rangiere hoch genug, dass jeder, der eine Schwäche für dieses Genre habe, einen Blick darauf werfen sollte.
Rex Reed meinte im New York Observer, der Film sei kein Meilenstein in der Filmgeschichte, aber nach einer Überfülle angeblicher Komödien stelle diese romantische Komödie ein perfektes, warmherziges Gegenmittel gegen die winterliche Langeweile dar. Die Chemie, die zwischen Barrymore und Grant herrsche, sei etwas sehr Rares in den heutigen Komödien-Fiaskos.
Isabella Reicher schrieb in Der Standard: „Regisseur Marc Lawrence – der Grant in Two Weeks Notice bereits mit Sandra Bullock verkuppelte – inszeniert diese Formelkinoromanze visuell gänzlich unauffällig. Dafür hat er sich eine halbwegs originelle Ausgangssituation einfallen lassen und sich weiters an den dynamischen Schlagabtäuschen klassischer Screwball-Comedies orientiert. – Grant fällt dabei nicht weiter aus seiner angestammten Paraderolle, erweitert diese jedoch mit einiger Selbstironie um komische Nuancen. Seine treuen Fans werden das zu schätzen wissen.“
Im Philadelphia Inquirer nennt Carrie Rickey den Film eine bitter-süße Satire auf die Musikindustrie und meint, er sei schlicht unwiderstehlich.
Das Lexikon des Internationalen Films urteilt: „Romantische Komödie mit treffsicheren satirischen Seitenhieben auf die Showbranche und das Musikgeschäft, die ihr hohes Anfangstempo zwar nicht halten kann, aber durch liebevoll gezeichnete Charaktere mit Mut zur Selbstironie überzeugt.“
Die Deutsche Film- und Medienbewertung FBW in Wiesbaden verlieh dem Film das Prädikat wertvoll.

## Hintergrund
Der Film wurde in New York City, im angrenzenden Nassau County auf Long Island und in Farmingdale gedreht. Er startete in den britischen Kinos am 9. Februar 2007, in den US-amerikanischen und den australischen Kinos am 14. Februar 2007. Die Komödie lief am 8. März 2007 in den deutschen, österreichischen und Schweizer Kinos an.